# Frenemy
Frenemy, seltener auch Frienemy, ist ein Portmanteauwort aus englisch friend und enemy, auf Deutsch Freundfeind oder falscher Freund, und bezeichnet eine Person, die vorgibt, ein Freund zu sein, oder einen Rivalen, zu dem man aufgrund der Umstände gezwungen ist, eine freundliche Beziehung zu unterhalten oder aufzubauen.
In der englischen Sprache wurde das erste Auftreten 1953 in einer Kolumne von Walter Winchell festgestellt. Im Jahr 2008 wurde das Wort in das Oxford English Dictionary aufgenommen.
Das Wort hat neue Aktualität gewonnen, seit nach dem Zusammenbruch des Ostblocks, dem Aufstieg Chinas und der Abkehr der USA unter Trump vom Bündnispartner Europa das internationale Kräftespiel deutlich unübersichtlicher geworden ist.